# Federazione Politica Riformatrice
La Federazione Politica Riformatrice (in olandese: Reformatorische Politieke Federatie - RPF) fu un partito politico dei Paesi Bassi di orientamento social-conservatore e ispirato ai principi del protestantesimo ortodosso.
Nacque nel 1975 su iniziativa di alcuni esponenti del Partito Anti-Rivoluzionario contrari alla fusione col Partito Popolare Cattolico e con l'Unione Cristiana-Storica (la confluenza fra tali forze politiche avrebbe dato vita, nel 1980, ad Appello Cristiano Democratico); ad essi si unirono inoltre l'Alleanza Evangelica Nazionale (Nationaal Evangelisch Verband) e alcuni gruppi indipendenti.
Nel 2001 dette vita, insieme ad Alleanza Politica Riformata, ad un nuovo soggetto, Unione Cristiana.

## Simboli

## Risultati
| Elezione         | Voti    | %    | Seggi   |
| ---------------- | ------- | ---- | ------- |
| Legislative 1977 | 53.220  | 0,64 | 0 / 150 |
| Legislative 1981 | 108.364 | 1,25 | 2 / 150 |
| Legislative 1982 | 124.222 | 1,51 | 2 / 150 |
| Legislative 1986 | 83.582  | 0,91 | 1 / 150 |
| Legislative 1989 | 85.231  | 0,96 | 1 / 150 |
| Legislative 1994 | 158.627 | 1,77 | 3 / 150 |
| Legislative 1998 | 174.593 | 2,03 | 3 / 150 |